# Lola T292

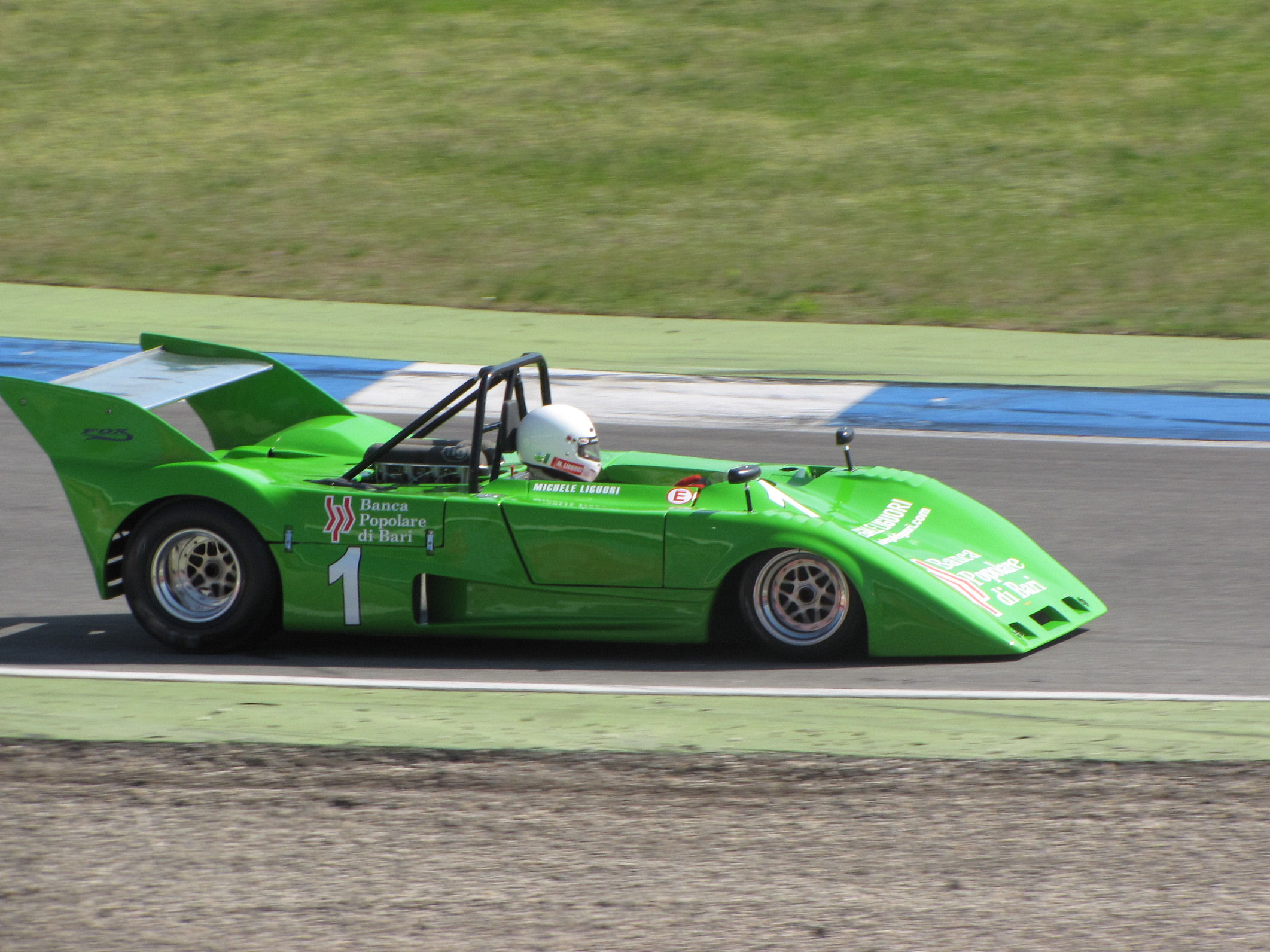
Ein Lola T292 2010 in Hockenheim

Der Lola T292 war ein Sportwagen-Prototyp. Der Rennwagentyp wurde 1972 bei Lola Cars entwickelt und war das zweite Modell der T290er-Serie.

## Entwicklungsgeschichte
Der T292 war eine Entwurfsarbeit von Patrick Head und John Barnard und folgte auf den Lola T290. Konzipiert und gebaut wurde der T292 für das Reglement der 2-Liter-Klasse der Sportwagenrennen. Es unterschieden sich zwar die technischen Richtlinien der Rennen der Sportwagen-Weltmeisterschaft von den Rennen in Japan und Nordamerika, allerdings konnten die Fahrzeuge an die unterschiedlichen Anforderungen leicht angepasst werden. Der Rennwagen hatte zum Unterschied zu seinem Vorgängermodell ein neues Fahrwerk und aerodynamische Verbesserungen an der Karosserie aufzuweisen. Trotz der relativ geringer Leistung durch die 2-Liter-Motoren, erreichten die T292 eine Spitzengeschwindigkeit von nahezu 300 km/h.
Über die Jahre kamen unterschiedliche Motoren – alles 2-Liter-Hubraum-Agreggate – zum Einsatz. Die Ecurie Bonnier vertraute auf die PVC-4-Zylinder-Motoren von Cosworth; In der Interserie kamen vorwiegend BMW-Triebwerke zum Einsatz und beim 24-Stunden-Rennen von Le Mans meldete die Racing Organisation Course ihre T292 mit 4-Zylinder-Motoren von Simca. Fast als exotisch zu bezeichnen war der Scuderia-Brescia-Corse-T292 aus dem Jahr 1974, der einen Ferrari-4-Zylinder-Motor aus den 1960er-Jahren hatte.

## Renngeschichte
Insgesamt waren T292 234-mal bei 139 Rennen gemeldet. Mit diesem Rennwagentypen konnten 25 Gesamt- und 5 Klassensiege erzielt werden.
Seinen ersten Renneinsatz hatte der T292 beim 2-Stunden-Rennen von Jarama 1972, einem Wertungslauf zur europäischen 2-Liter-Sportwagen-Meisterschaft. Der Brite Richard Scott erreichte den 12. Endrang. Den ersten Rennsieg gab es im März 1973 beim 300-km-Rennen von Fuji, dem ersten Saisonrennen der japanischen Fuji-Grand-Champion-Series, mit Noritake Takahara am Steuer. In Europa gab es den ersten Sieg im Mai 1973; Chris Craft siegte beim 2-Liter-Rennen in Misano; gemeldet wurde der Wagen von Crowne Racing Ltd. Den Werks-T292 pilotierte 1973 Guy Edwards der in diesem Jahr die Trophée d’Auvergne gewinnen konnte.
1973 und 1974 wurden die T292 die bestimmenden Rennfahrzeuge bei Sportwagenrennen der 2-Liter-Formel. Beim 24-Stunden-Rennen von Le Mans 1976 erreichten Georges Morand, François Trisconi und André Chevalley auf einem T292 mit Cosworth-Motor einen Klassensieg für Sportwagen der Gruppe 6; es war gleichzeitig der 15. Rang in der Gesamtwertung. Im Wettbewerb wurden die T292 bis 1986 gefahren. Als letzter Rennsieg steht der Erfolg von Keiji Matsumoto und Akira Morihata beim 500-km-Rennen von Suzuka 1977 in den Statistiken. Denn letzten Start gab es beim Le Mans Sprint 1986, einem Rennen zur französischen Gruppe-6-Meisterschaft.